# Nicòsia
Nicòsia (grec: Λευκωσία [lefkoˈsi.a]; Turc [lefˈkoʃa]; armeni: Նիկոսիա, romanitzat: Nikosia; Àrab xipriota: Nikusiya
) amb una població de 339.000 habitants el 2015, és la capital de Xipre i de la República Turca de Xipre del Nord, reconeguda només per Turquia. Situada vora el riu Pedieos, el més important de l'illa, Nicòsia és el centre d'un districte administratiu i actualment és l'única capital dividida del món, amb la part septentrional (turca) i la meridional (grega) dividides per la "Línia Verda", una zona desmilitaritzada sota la vigilància de les Nacions Unides, tot i que, a diferència de les denominacions de "Berlín Est" i "Berlín Oest" de la Guerra Freda, no s'acostumen a utilitzar els termes "Nicòsia Nord" i "Nicòsia Sud". La ciutat és un centre comercial i manufacturer (tèxtils, pell, ceràmica, plàstics i altres productes). A prop hi ha mines de coure.
Nicòsia és la seu de la Universitat de Xipre.
L'any 2005, l'alcalde de la ciutat era Mihalis Zambelas, tot i que a la part nord de la ciutat, al sector controlat per la RTXN, l'alcalde és Kutlay Erk.
Antigament s'anomenava Leucòsia (Leucosia, Λευκωσία, Λευκουσία). Degué ser poc important perquè només és esmentada per Hièrocles i per l'historiador eclesiàstic Sozomen. El nom modern és Lefkosia o Nikosia, i és la capital del país.

## Toponímia
La primera menció de Nicòsia es troba al prisma d'argila del rei assiri Assarhaddon l'any 672 aC. Aquesta és una menció a la ciutat-estat de Ledra situada al lloc de Nicòsia, i la ciutat s'anomena "Lidir". El nom Ledra i les variacions (com ara Ledroi) es van mantenir en ús fins a l'any 392 dC, quan va ser utilitzat per escrit per Sant Jeroni. Tanmateix, aquest text també fa referència a la ciutat com a "Leucotheon", i les fonts primerenques cristianes d'aquest període són les primeres a utilitzar variacions similars del nom Lefkosia (p. Leuteonos). L'origen del nom "Lefkosia" és considerat pels estudiosos com un "puzle toponímic". El nom està registrat a la majoria de les fonts romanes d'Orient com "Leukousia", i s'accepta a la literatura que el nom "molt probablement" deriva de la frase grega "leuke ousia" ("finca blanca").

## Geografia

### Clima
Nicòsia té un clima semiàrid càlid (classificació climàtica de Köppen BSh) a causa dels seus baixos totals anuals de precipitació i el seu interval de temperatures anuals. La ciutat experimenta estius llargs, calorosos i sufocants, secs i hiverns agradables, amb la major part de les pluges a l'hivern. Les precipitacions hivernals s'acompanyen de tant en tant de nevis, però rarament de neu. L'acumulació de neu és particularment rara (els últims esdeveniments es van produir els anys 1950, 1974 i 1997). De vegades hi ha gelades lleugeres durant les nits d'hivern. El 4 de setembre de 2020, Nicòsia va registrar una temperatura de 46.2 °C, que és la temperatura més alta que s'ha registrat mai a Xipre.

## Paisatge urbà

### Al sud de la Línia Verda

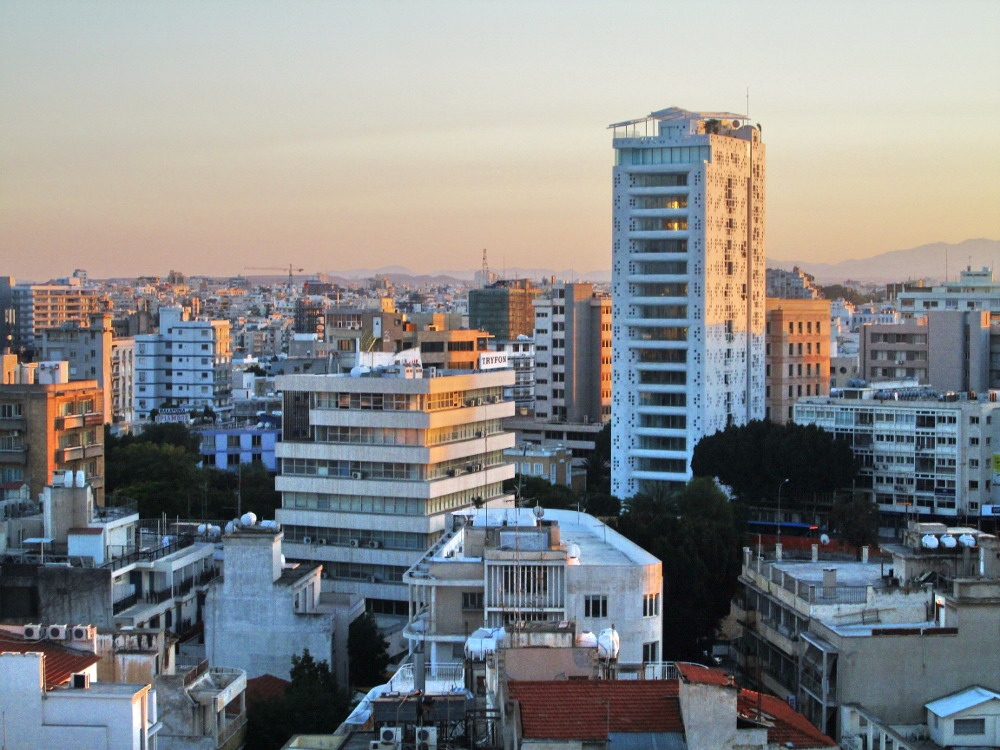
Vista de Nicòsia des de la torre Shacolas

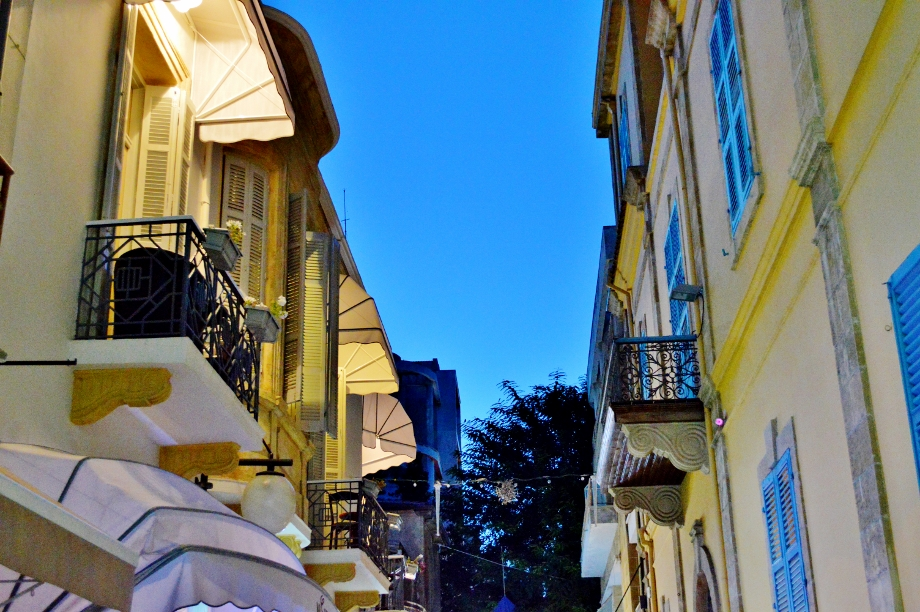
Terrasses a l'antiga Nicòsia, a la dreta Museu Municipal Leventis de Nicòsia

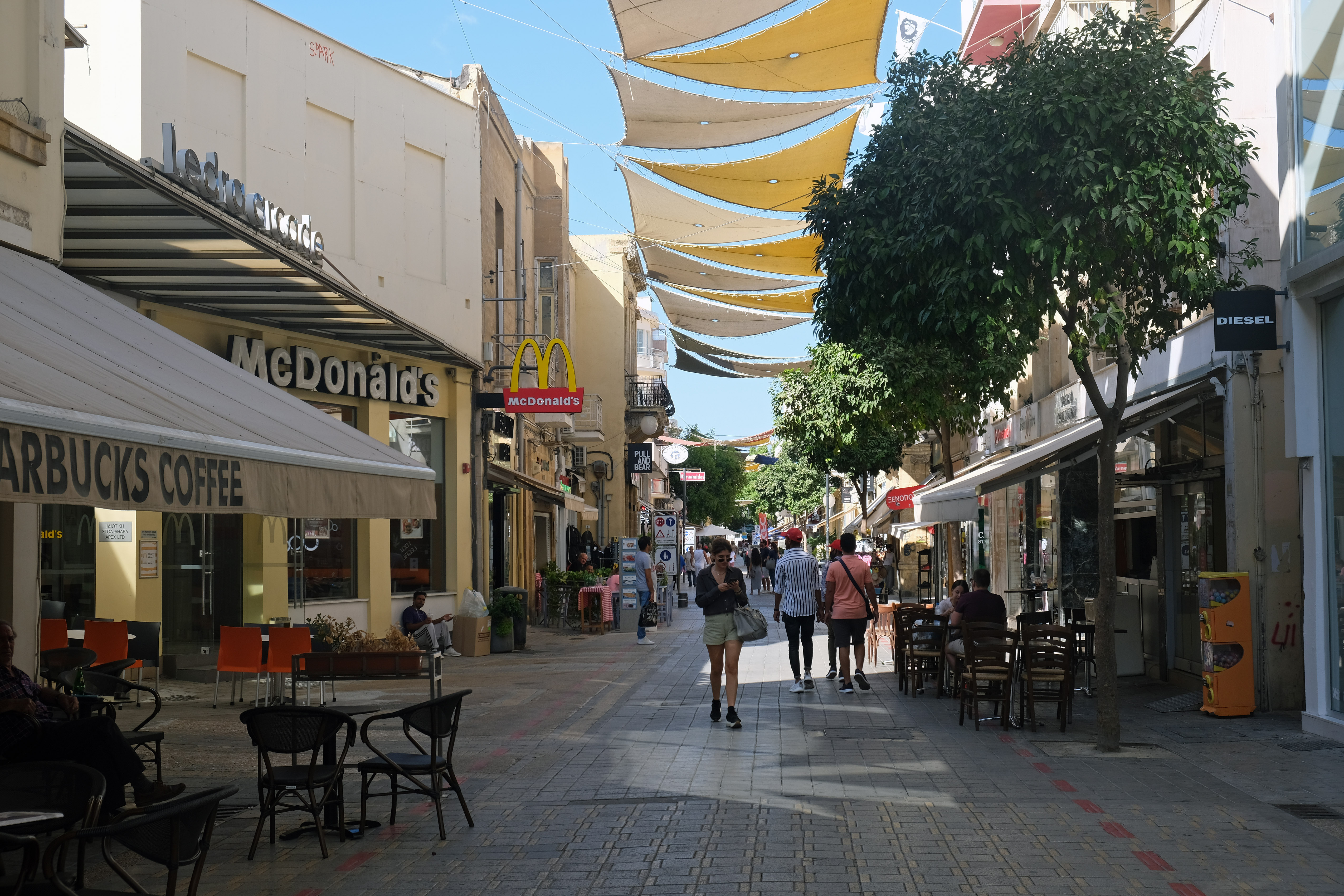
Carrer Ledra

El carrer Ledra es troba al bell mig de la ciutat emmurallada. El carrer ha estat històricament el carrer comercial més concorregut de la capital i els carrers adjacents condueixen a la part més animada de la ciutat vella amb carrers estrets, botigues, bars i cafeteries d'art. El carrer avui és un monument històric per si sol. Fa aproximadament 1 km de llarg i connecta les parts sud i nord de la ciutat vella.
Durant la lluita de l'EOKA entre 1955 i 1959, el carrer va adquirir el sobrenom informal de The Murder Mile en referència a l'objectiu freqüent dels colonialistes britànics per part dels combatents nacionalistes. El 1963, durant l'esclat de les hostilitats entre les comunitats grecoxipriotes i turcoxipriotes, després de l'anunci d'esmenes a la Constitució xipriota, els turcoxipriotes es van retirar a la part nord de Nicòsia que es va convertir en un dels molts enclavaments turcoxipriotes que hi havia a tota l'illa.
Diversos carrers que passaven entre la part nord i sud de la ciutat, inclòs el carrer Ledra, van ser bloquejats. Durant la invasió de l'exèrcit turc a Xipre el 1974, les tropes turques van ocupar el nord de Nicòsia (així com la part nord de Xipre). Es va establir una zona d'amortiment a tota l'illa al llarg de la línia d'alto el foc per separar la part nord de l'illa controlada per Turquia i el sud. La zona d'amortiment transcorre pel carrer Ledra. Després de molts intents fallits d'arribar a un acord entre les dues comunitats, el carrer Ledra es va reobrir el 3 d'abril de 2008.

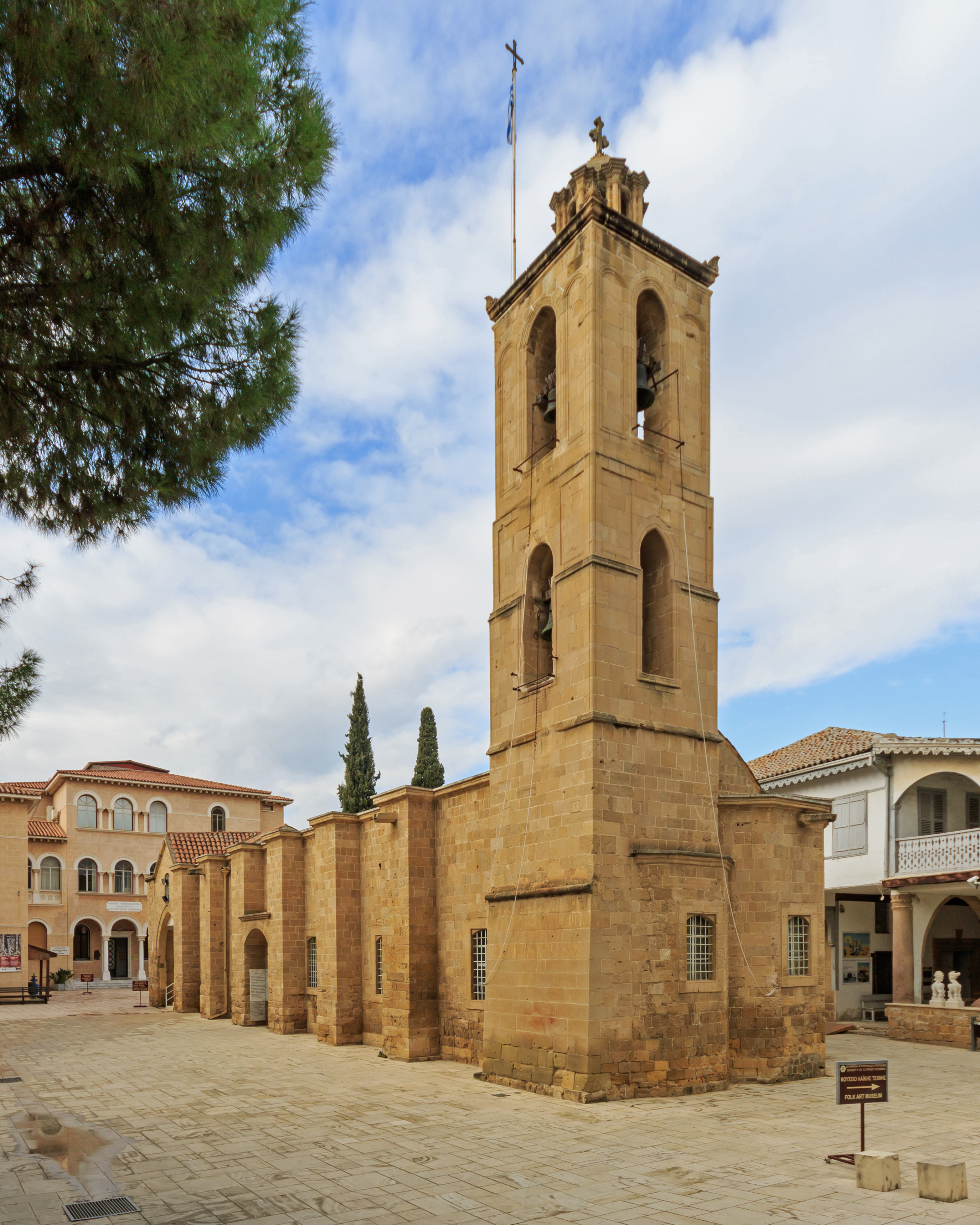
Catedral de Sant Joan

A l'est del carrer Ledra, la plaça Faneromeni era el centre de Nicòsia abans de 1974. Alberga diversos edificis i monuments històrics, com ara l'església de Faneromeni, l'escola Faneromeni, la biblioteca Faneromeni i el mausoleu de marbre. Església de Faneromeni, és una església construïda l'any 1872 en lloc d'una altra església situada al mateix lloc, construïda amb les restes del castell de la Cava i un convent. Allà descansa l'arquebisbe i els altres bisbes que van ser executats pels otomans a la plaça Saray durant la revolta de 1821. El Palau de l'Arquebisbe es troba a la plaça de l'arquebisbe Kyprianos. Tot i que sembla molt antic, és una imitació del típic estil venecià, construït l'any 1956.
Al costat del palau hi ha la catedral de Sant Joan (1665), d'estil gòtic tardà, amb pintorescos frescos. La plaça porta al carrer Onasagorou, un altre carrer comercial molt concorregut del centre històric.
Les muralles que envolten la ciutat vella tenen tres portes. A la Porta de Kyrenia, que s'encarregava del transport cap al nord, i especialment de Kyrenia, la Porta de Famagusta que s'encarregava del transport des de Famagusta, Làrnaca i Limassol i Karpàsia, i la Porta de Pafos per al transport a l'oest i especialment Pafos. Les tres portes estan ben conservades. El centre històric és clarament present dins les muralles, però la ciutat moderna ha crescut més enllà.
Actualment, la plaça principal de la ciutat és la plaça Eleftheria (Llibertat), amb l'ajuntament, l'oficina de correus i la biblioteca. La plaça, que està en fase de renovació, connecta la ciutat vella amb la ciutat nova on es poden trobar els principals carrers comercials com el prestigiós carrer Stasikratous, l'avinguda Themistokli Dervi i l'avinguda Makarios.

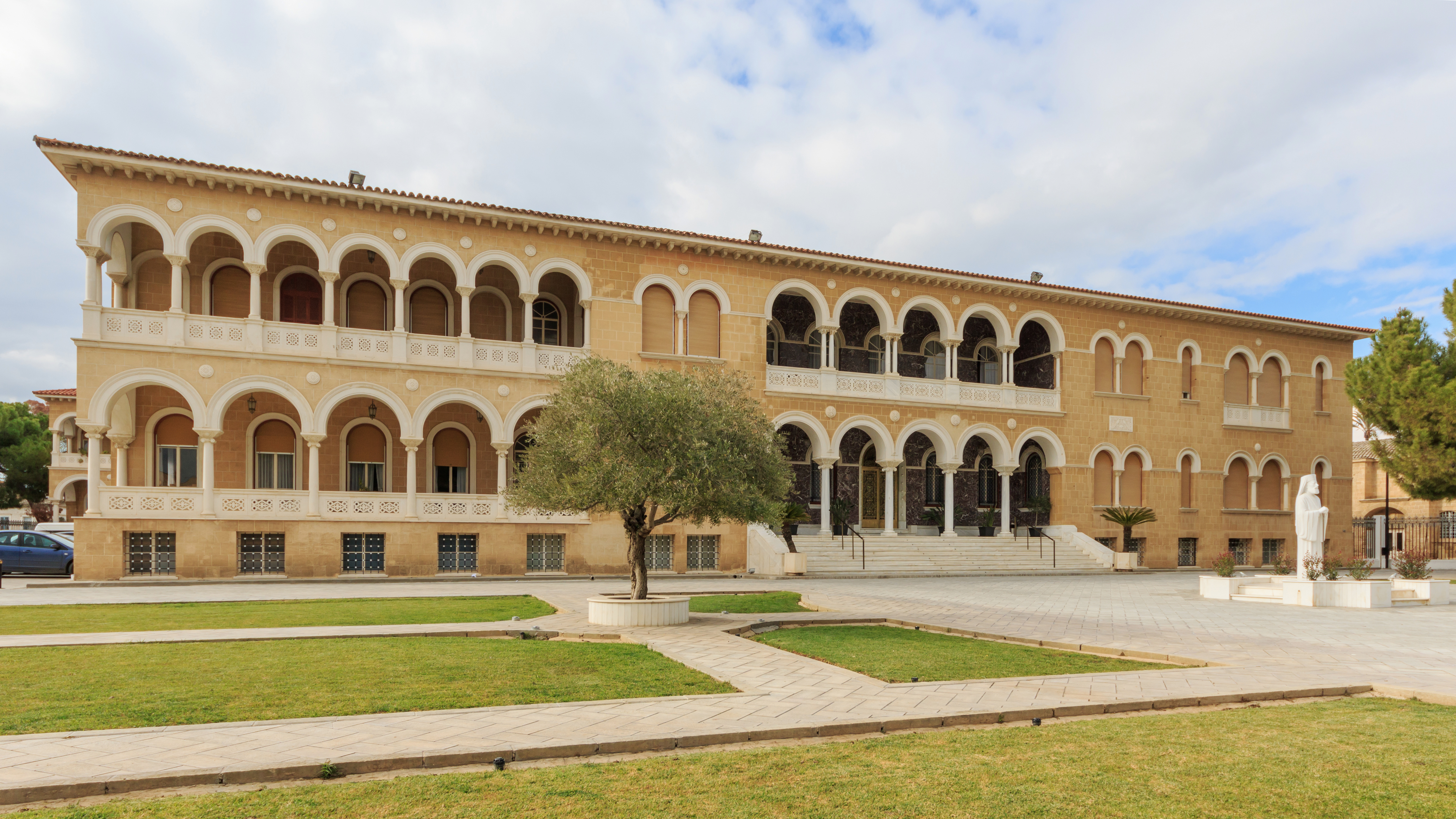
Palau de l'arquebisbe

Nicòsia també és coneguda pels seus museus. El Palau de l'Arquebisbe conté un museu romà d'Orient que conté la col·lecció d'icones religioses més gran de l'illa. El Museu Municipal de Leventis és l'únic museu històric de Nicòsia i reviu les antigues formes de vida a la capital des de l'antiguitat fins als nostres dies. Altres museus interessants són el Museu d'Art Popular, el Museu Nacional de la Lluita (testimoni de la rebel·lió contra l'administració britànica als anys 50), el Museu Etnològic de Xipre (Casa de Dragoman Hadjigeorgakis Kornesios, segle xviii) i el Centre d'Artesania.
Nicòsia també acull un arquebisbat armeni, un petit temple budista, un arquebisbat maronita i una església catòlica romana.

### Al nord de la Línia Verda

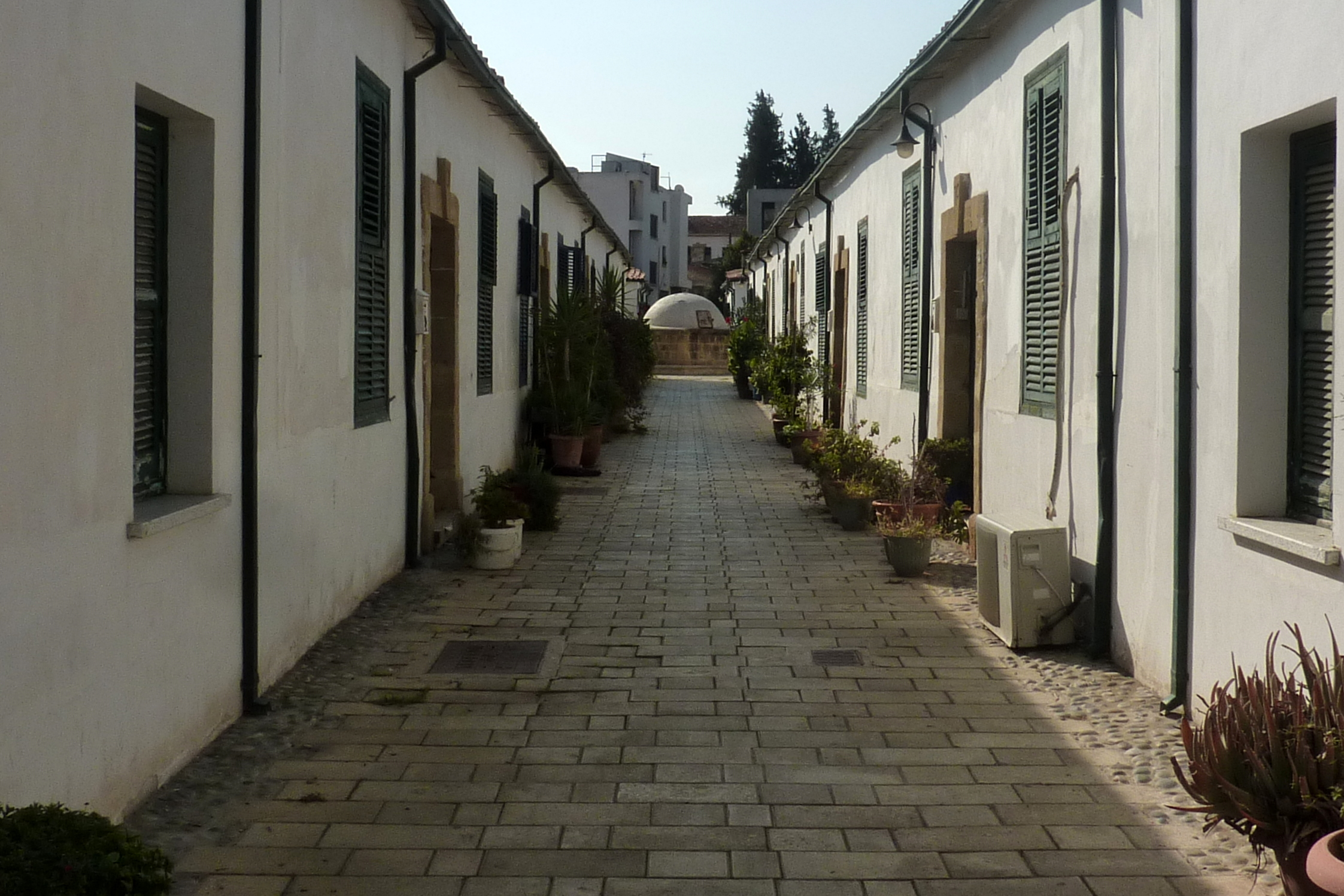
El barri històric de Samanbahçe

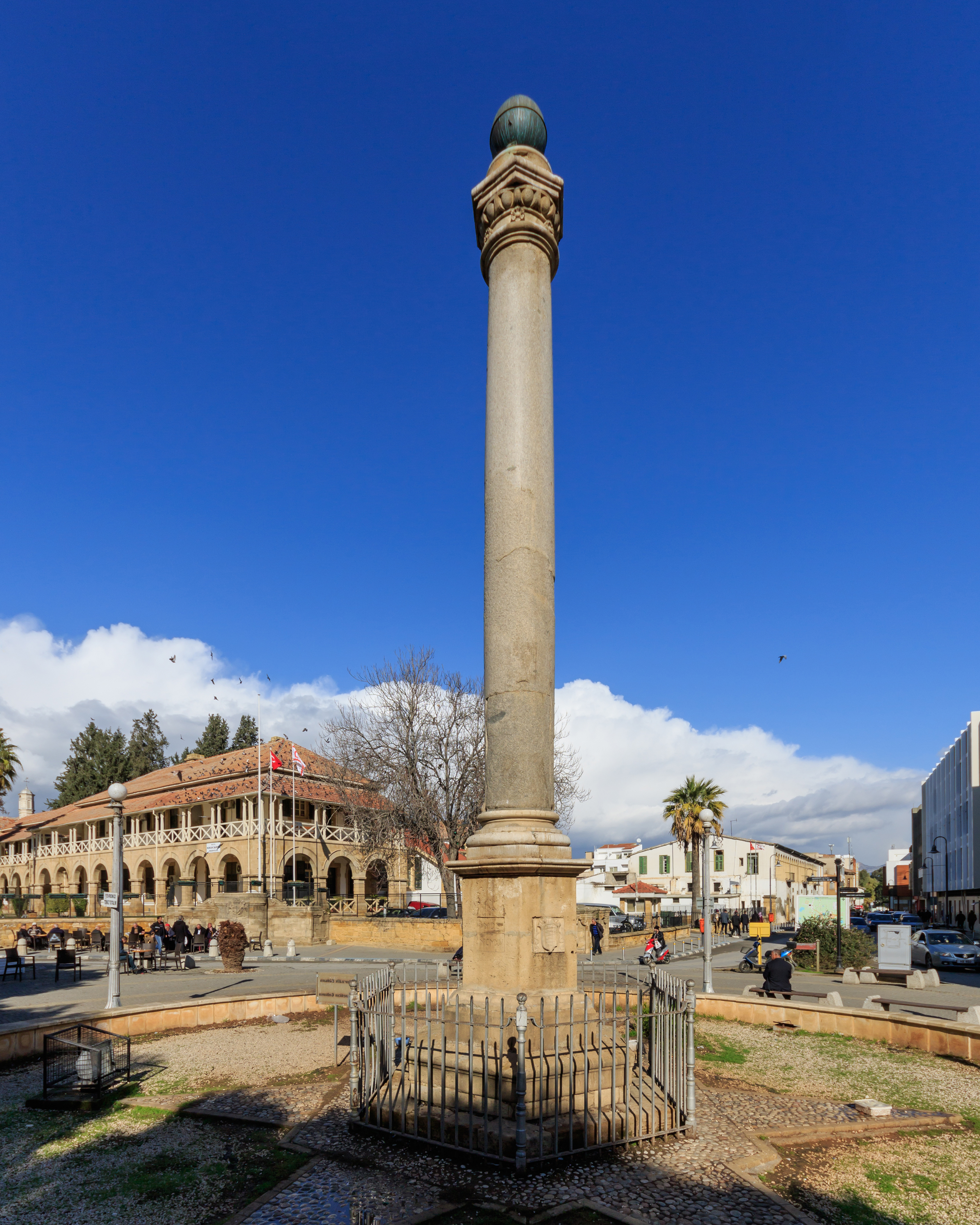
Plaça Sarayönü

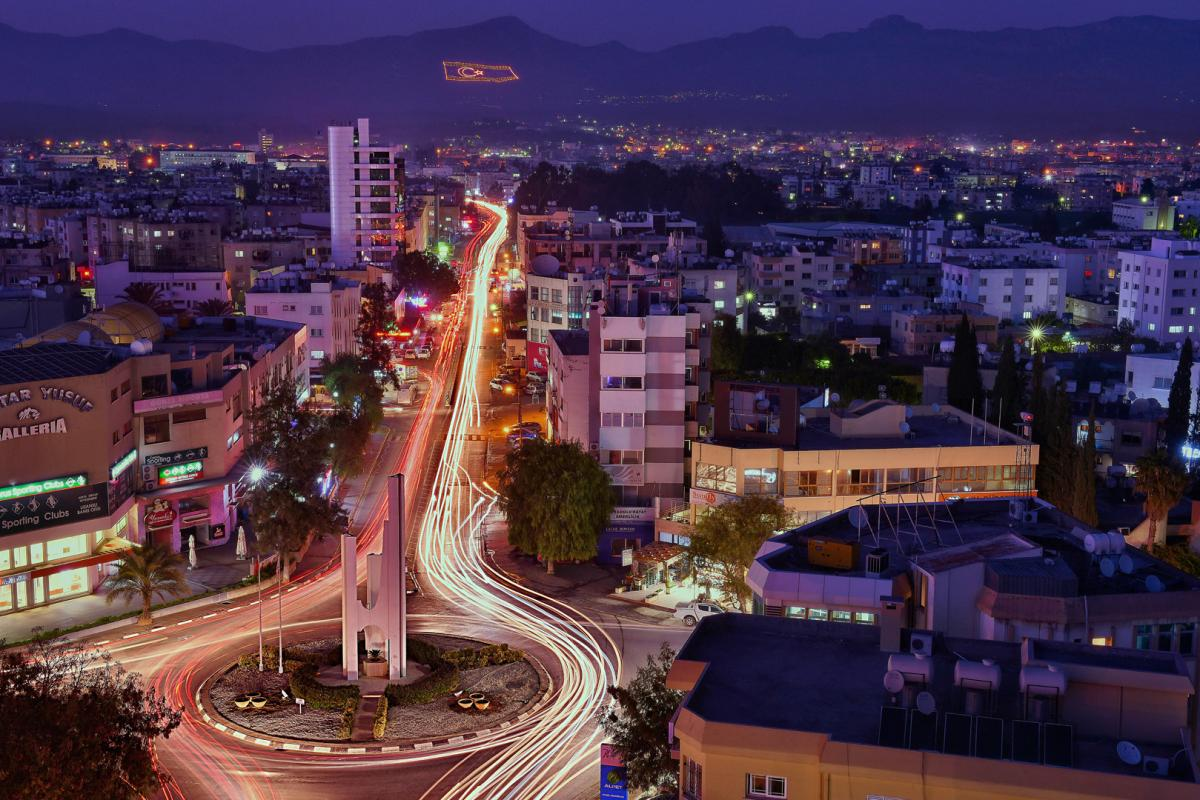
Vista des del barri de Yenişehir

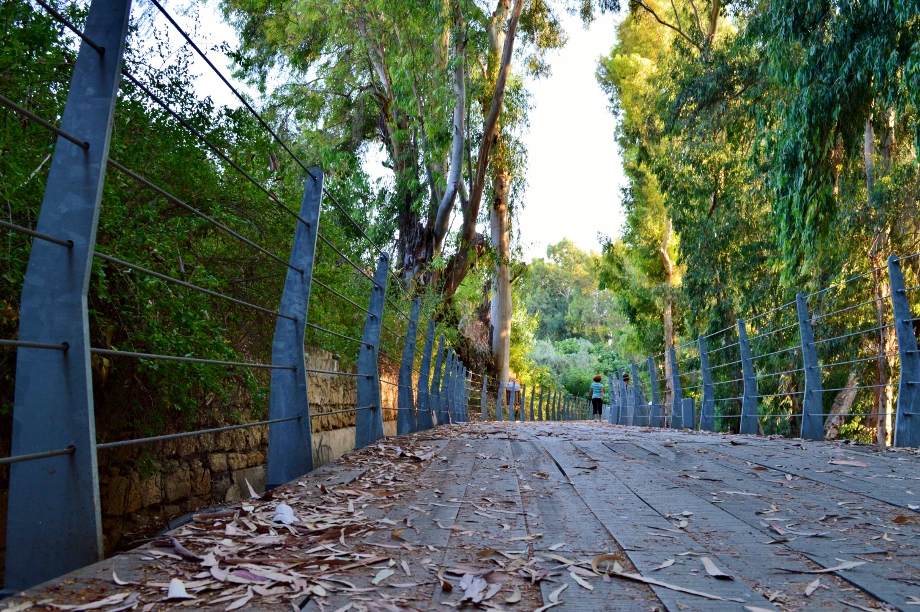
Ruta a peu del riu Pedieos

Al centre de la ciutat emmurallada es troba la plaça Sarayönü. La plaça ha estat batejada com "el cor de Nicòsia" i històricament ha estat el centre cultural de la comunitat turcoxipriota. Al mig de la plaça s'alça la Columna Veneciana, coneguda simplement com "l'Obelisc" ("Dikiltaş") per als locals i símbol del govern del país. La columna va ser portada des de l'antiga ciutat de Salamina pels venecians el 1550.
L'avinguda Girne connecta Sarayönü amb la porta Kyrenia i la plaça İnönü que hi ha al davant. L'avinguda ha estat qualificada com "el símbol de la ciutat emmurallada", i està plena de nombroses botigues i restaurants.
Al costat del control del carrer Ledra hi ha la zona d’Arasta. La zona es va convertir en zona de vianants el 2013 i acull una xarxa de carrers comercials històrics, que reflecteixen una tradició comercial oriental amb menjar i articles tradicionals. A prop de Büyük Han, el caravanserrari més gran de l'illa i considerat com un dels millors edificis de Xipre, va ser construït el 1572 pels otomans i funciona com a centre cultural. A l'oest de l'avinguda Girne es troba el barri de Samanbahçe, construït al segle xix pel govern, considerat com el primer exemple d'habitatge social de l'illa. Encara que és una zona residencial, el barri es considera una de les millors representacions de la cultura xipriota.
Un altre punt central de la ciutat emmurallada és la mesquita de Selimiye, construïda originalment com la catedral de Santa Sofia. La mesquita és el principal centre religiós del nord de Xipre. Va ser construït entre 1209 i 1228 per l'Església llatina de Xipre, en un estil gòtic semblant a les catedrals franceses. Al costat de la mesquita hi ha el Bedesten, una gran església grega d'estil romà d'Orient i gòtic, construïda al segle XIV. Va ser utilitzat com a mercat a l'època otomana. Actualment, s'utilitza com a centre cultural on es desenvolupen diverses activitats culturals com ara concerts i festivals.
Els barris de Nicòsia fora de la ciutat emmurallada són més amplis que la ciutat emmurallada, amb carreteres i cruïlles més amples. Aquestes zones es caracteritzen per edificis de formigó de diversos pisos. Als afores de la ciutat s'han construït un nombre de grans i imponents vil·les que pertanyen a les classes mitjanes i altes. L’avinguda Dereboyu serveix com el cor modern de la part nord i és el seu centre d'entreteniment.

## Demografia

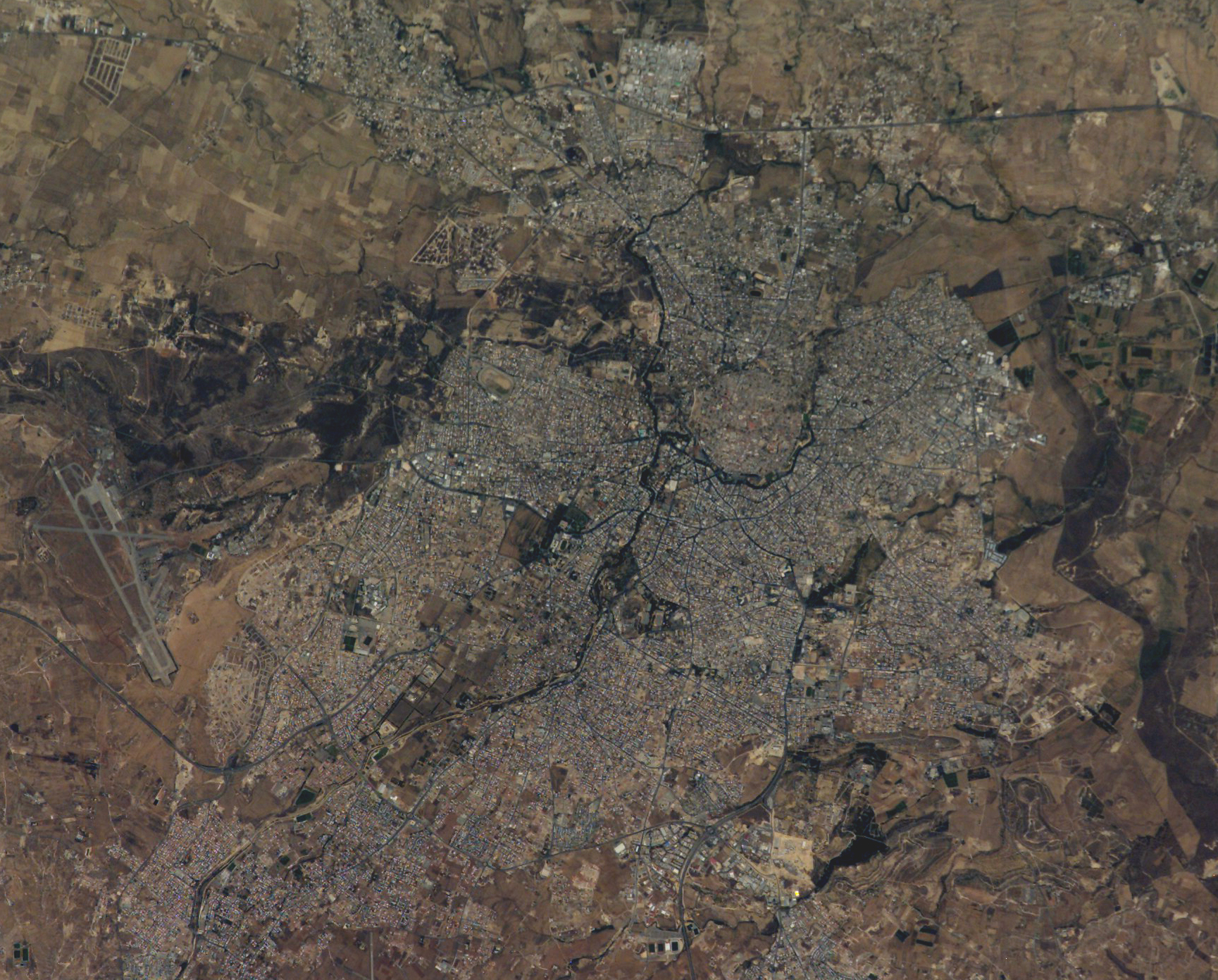
Imatge de satèl·lit de Nicòsia

La població el 2001 era de 206.200 habitants.
A la meitat del segle xvi s'estimava la població entre 15 i 20.000 habitants. Tot i que les morts el 1570 s'estimen fins i tot en 20.000 habitants el 1596 la població era aproximadament de 30.000 habitants i només uns 5000 turcs. El 1683 la població era meitat grega i meitat turca. El 1698 la població s'estimava en 5000 persones. El 1806 Ali Bey la calculava en unes dotze mil persones repartida per meitat entre turcs i grecs i diu que la ciutat podia albergar a cent mil animes. Diverses estimacions els següents anys es mantenen en xifres semblants. El 1878 el cens va donar 10.879 persones just abans de l'entrega als britànics, dels quals 5.628 musulmans (52%). Al cens del 4 d'abril de 1881 foren 11.513 (5.653 grecs o 49% i 5.397 musulmans el 47%, la resta diversos catòlics i 22 jueus). Deu anys després (1891) eren 12.515 però els musulmans estaven a la baixa amb 5.351 o 43%. El 1901 eren 14.752 habitants amb 6.013 musulmans. El 1946 dels 34.485 habitants 10.330 eren turcs musulmans (els jueus eren 30).

## Història

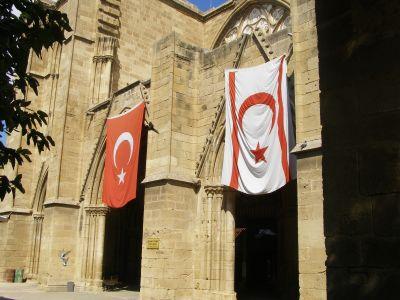
Santa Sofia al sector ocupat per Turquia

Fou coneguda en temps antics com a Ledra o Ledrae. Del 688 al 965 fou governada conjuntament pel califat i l'Imperi Romà d'Orient, però el 965 Nicèfor Focas va dominar Xipre i el condomini es va acabar. La ciutat fou la residència dels reis de Xipre des del 1192. A l'inici del segle xiii es van acabar les muralles d'entre 5 i 14 metres. La catedral de Santa Sofia fou el centre de la ciutat en una zona rodejada de mercats. El 1211 era una ciutat de primer ordre; la descriu E. von Oldenburg que diu que tenia innombrables habitants, tots rics. Al segle següent només Famagusta la superava. El bisbe alemany Ludolf la qualifica de gran ciutat amb excel·lent clima; era seu dels reis, dels bisbes, dels prínceps i dels nobles que eren dels més rics del món. El 1426 la ciutat fou saquejada per les forces del sultà Barsbay, però no la devia afectar gaire, ja que el 1435 Pero Tafur diu que havia sobrepassat Famagusta. Va esdevenir possessió de la República de Venècia el 1489. Es diu que el nom de Nicòsia el van adoptar els venecians. Quan van conquerir l'illa van interpretar que el nom de "Lefkosia" era el mateix que "Nicosia", una població de Sicília de la qual ja tenien coneixement, i es van pensar que totes dues compartien la mateixa denominació.
Va caure sota poder turc el 1570 després d'un setge que va durar 59 dies que va causar milers de víctimes pels dos costats però especialment els locals que van patir una carnisseria; 80 de les seves 250 esglésies foren destruïdes en el setge i dos terços de la ciutat van quedar molt malmesos. Tots els que van sobreviure foren convertits en esclaus. Santa Sofia va passar a ser mesquita. La ciutat, que ja feia uns anys que havia començat a recular, es va despoblar progressivament i el luxe i riquesa anterior es va esvair.
El 1571 fou declarada seu d'un beglerbegi format per l'illa i els sandjaks d'Alaiyya, Içel, Silifke, Tars i Sis al continent i inicialment també Trípoli del Líban. Posteriorment aquesta divisió administrativa fou reduïda però Nicòsia va restar capital; els cònsols estrangers van residir generalment a Larnaca.
El 1878 l'illa va passar als britànics sent annexionada formalment el 1914. El 1870 la ciutat tenia 25 barris dins les muralles (14 musulmans 7 de grecs, 1 armeni, 1 llatí, i 2 mixtes).
Nicòsia fou escenari d'una gran violència durant el període immediatament anterior a la independència de Xipre el 1960. Des que la comunitat xipriota grega va donar suport al cop d'estat contra l'arquebisbe Macari i arran de la subsegüent invasió turca de 1974, una part del sector nord de la ciutat ha quedat dins la frontera de l'àrea de seguretat controlada per les Nacions Unides. La catedral de Santa Sofia, que sota els britànics era església, ara torna a ser mesquita.
A la ciutat destaquen les tombes dels reis de la dinastia Lusignan, a l'antiga catedral de Santa Sofia, avui dia mesquita al sector turcoxipriota. També es conserven bé les fortificacions venecianes, construïdes al segle xvi, que encerclen la part medieval de la ciutat.